# أطلق وانس

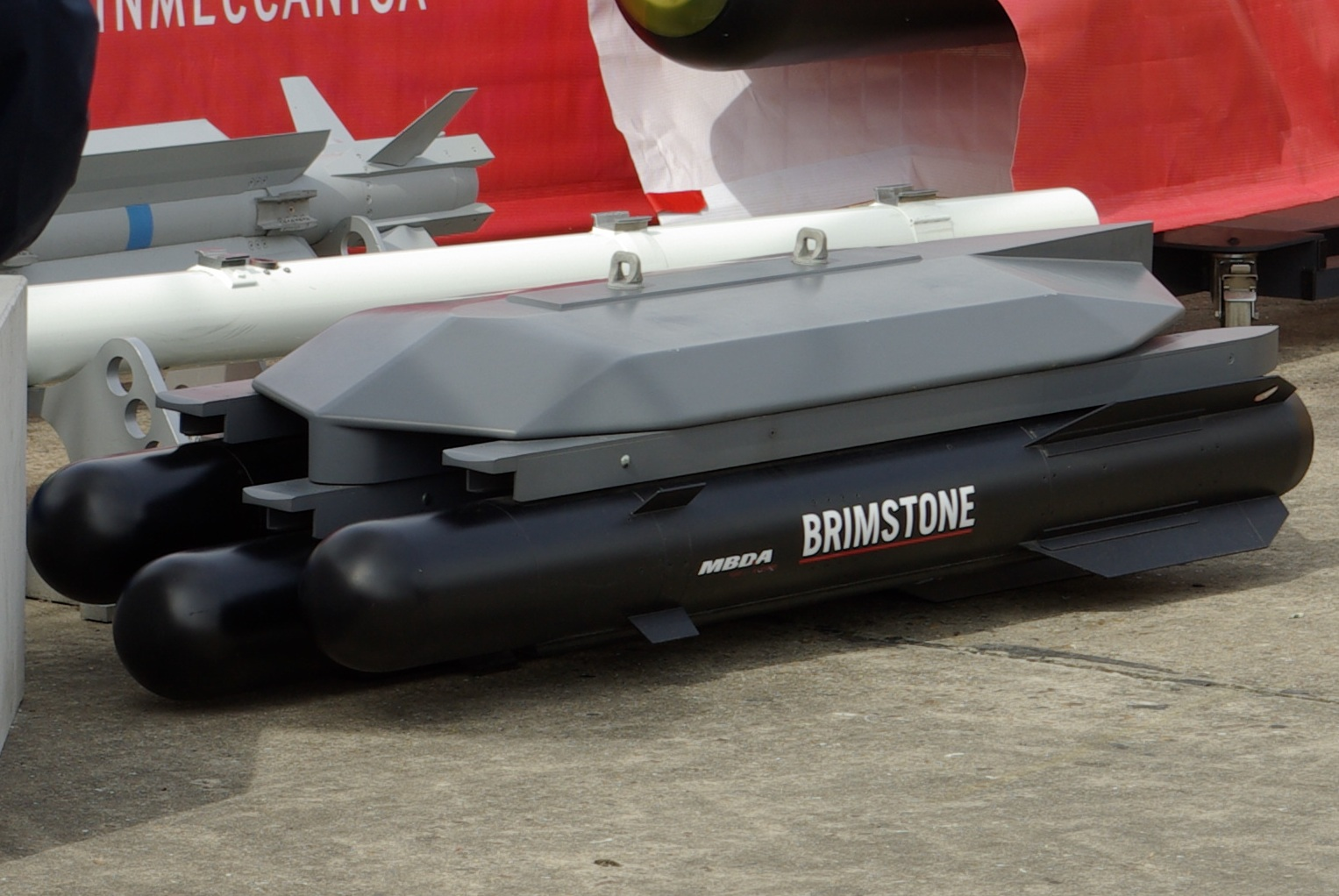

أطلق وَانْسَ وهى مكونة من فعلى أمر (أطلق وَانْسَ) مفادها أن اضرب الصاروخ وأن لا تُلقي هما للنتيجة، وهى تقنية متميزة لأحد أنظمة توجيه الصواريخ، ومعناه أن الطيار أو المركبة أو الجندى بإمكانه إطلاق الصاروخ يوجه نفسه ذاتيا حتى الوصول إلى الهدف، دون الحاجة لمزيد من التوجيه أو المتابعة من شخص أو عربة إطلاقه، ويمكن أن يصيب الصاروخ هدفه بدون أن يكون مطلقه في مجال رؤية الهدف، وهذه ميزة نوعية لهذا النوع من الأسلحة؛ حيث أن الشخص أو المركبة التي تبقى في مجال رؤية الهدف لتوجيه الصاروخ؛ تكون عرضة للهجوم وغير قادرة على تنفيذ مهام أخرى.
يوجه الصاروخ نفسه عامة وتُبَرْمَجُ المعلومات حول الهدف قبل الإطلاق مباشرة، ويمكن أن يكون ذلك عن طريق الإحداثيات بنظام تحديد المواقع العالمي أو بفضل المعدات الإلكترونية والمستشعرات الحرارية أو البصرية الأشعة تحت الحمراء أو قراءات الرادار.

## أمثلة
- إيه جي إم-84 إتش
- إيه إيه إس إم
- إيه جي إم-65 مافريك
- بوينغ هاربون
- إف جي أم-148 جافلن
- ستينغر
- إيه جي إم-114 هيلفاير
- سبايك
- ناغ
- 3أم-54 كاليبر
- براهموس
- هيرميس
- بريمستون (صاروخ)